# Herbert Gollnow

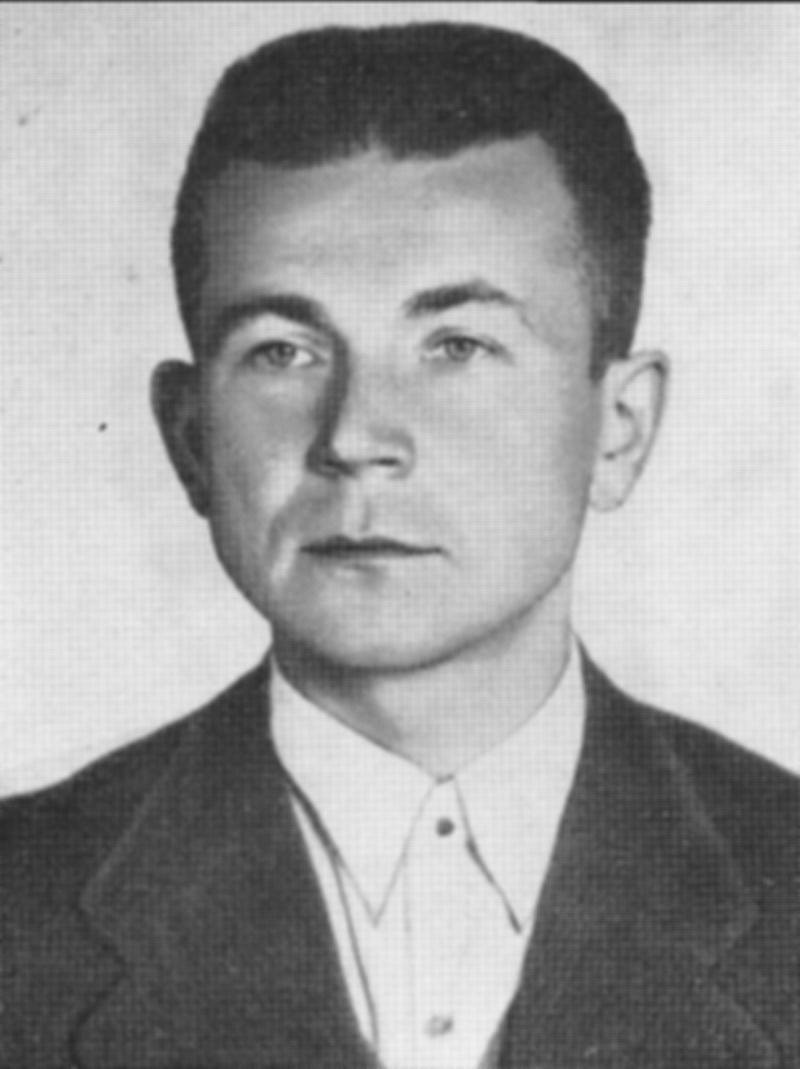
Porträtfoto von Herbert Gollnow

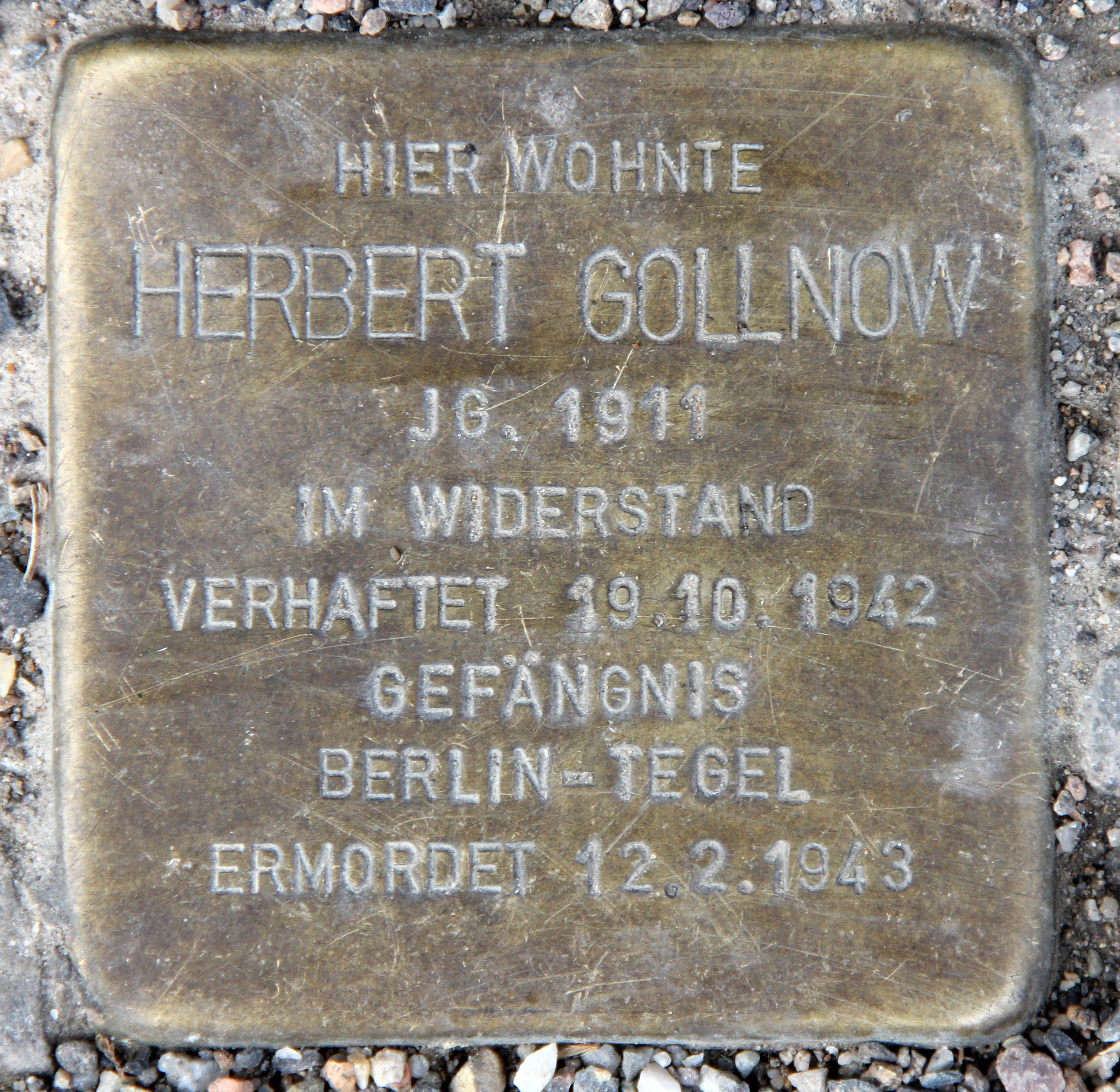
Stolperstein, Feldzeugmeisterstraße 5, in Berlin-Moabit

Herbert Gollnow (* 13. Juli 1911 in Berlin; † 12. Februar 1943 ebenda) war ein deutscher Widerstandskämpfer, Konsulatssekretär und Oberleutnant der Luftwaffe.

## Leben
Nach dem Abitur im März 1931 begann Gollnow eine Ausbildung bei der Reichsbahn und leistete 1936/37 freiwilligen Wehrdienst bei der Luftwaffe. Nach der Ernennung zum Reichsbahninspektor trat er im November 1938 zur Vorbereitung auf den Dienst als Konsulatssekretär in das Auswärtige Amt ein. In dieser Zeit begann er mit Sprachstudien an der Auslandswissenschaftlichen Fakultät und befreundete sich mit der Dozentin Mildred Harnack. Im Juni 1940 wurde er zur Luftwaffe einberufen und im Herbst 1941 zum Amt Ausland/Abwehr versetzt, wo er als Referent für Luftlandetruppen und Fallschirmjäger in der Abteilung II tätig war.
Am 19. Oktober 1942 wurde er von der Gestapo festgenommen. Wegen seines aktiven Widerstands gegen das Naziregime und seiner Kontakte zu Harro Schulze-Boysen und anderen Beteiligten aus den Berliner Gruppen der Roten Kapelle wurde er durch den 2. Senat des Reichskriegsgerichts am 15. Dezember 1942 unter dem Senatspräsidenten Alexander Kraell vom Obergerichtsrat Manfred Roeder des „Verrats militärischer Geheimnisse“ angeklagt. Herbert Gollnow wurde am 12. Februar 1943 auf dem Schießplatz Tegel hingerichtet. Laut Sterbeurkunde war er „gottgläubig“.
Am 5. November 2021 wurde vor dem ehemaligen deutschen Außenministerium, Berlin-Mitte, Wilhelmstraße 92, ein Stolperstein für ihn verlegt.